# Дерлиген
Дерлиген (нем. Därligen) — коммуна в Швейцарии, в кантоне Берн. 
Входит в состав округа Интерлакен. Население составляет 382 человека (на 31 декабря 2006 года). Официальный код — 0575.